# Gruppe 33
Gruppe 33 est un collectif antifasciste d'artistes suisses fondé à Bâle en 1933.

## Histoire
Le « Gruppe 33 » est fondé le jour même où les nazis commencent à brûler des livres en masse, le 10 mai 1933, et porte le nom de l'année 1933. Il est formé par 15 artistes issus d'une idéologie politique commune alors que la résistance à l’influence nazie croît dans la ville frontalière de Bâle. Les membres s'opposent également à la domination d'artistes conservateurs plus âgés qui contrôlent la Société des peintres, sculpteurs et architectes suisses (allemand : Gesellschaft Schweizerischer Maler, Bildhauer und Architekten). 
Le collectif est principalement composé d'artistes et d'architectes de nombreuses disciplines différentes, mais comprend aussi des poètes, des musiciens, des acteurs et des écrivains. Leur travail prend différentes formes d'expression et s'exprime sur divers supports, incorporant l'avant-garde, le surréalisme, le constructivisme et la nouvelle objectivité. 
Au cours de plusieurs décennies, 38 artistes se sont associés au Gruppe 33. Celui-ci continue alors de servir de réseau d'expressions et de mouvements artistiques émergents. Le groupe est officiellement dissous en 1970. En 1983, une rétrospective du travail du groupe est présentée à la Kunsthalle de Bâle.

## Membres fondateurs
- Otto Abt, peintre
- Walter Bodmer, peintre et sculpteur
- Serge Brignoni, peintre et sculpteur
- Paul Camenisch (en), peintre
- Theo Eble, peintre
- Willy Hege (de), sculpteur
- Carlo König (de), peintre
- Rudolf Maeglin (de), peintre
- Ernst Musfeld (de), peintre
- Otto Staiger (en), peintre
- Max Sulzbachner (en), peintre
- Louis Léon Weber (de), peintre
- Adolf Weisskopf (de) sculpteur
- Walter Kurt Wiemken, peintre

## Autres membres
- Paul Artaria (de), architecte
- Serge Brignoni, peintre et sculpteur.
- Max Haufler, peintre, acteur et directeur
- Ernst Egeler (de), architecte
- Hermann Eidenbenz (de), graphiste
- Walter Gürtler (de), sculpteur
- Charles Hindenlang, peintre
- Thomas Keller (de), peintre
- Rudolf Kern (de), peintre
- Alex Maier (de), peintre et graphiste
- Walter Johannes Moeschlin (de), peintre et critique d'art
- Ernst Mumenthaler (de), architecte
- Meret Oppenheim, artiste[6]
- Giovanni Panozzo (de), architecte
- Bénédict Remund (de), sculpteur
- Hans Rudolf Schiess (de), peintre
- Hans Schmidt (de), architecte
- Kurt Seligmann, peintre[7].
- Max Wilke (de), peintre et dessinateur
- Irène Zurkinden, peintre